# セフォ・カウタイ
セフォ・カウタイ（Sefo Kautai、1996年8月16日 - ）は、スーパーラグビー・パシフィック、ハイランダーズに所属するラグビーユニオン選手。

## プロフィール
- ニュージーランド[1]出身。
- ポジションはプロップ(PR)。
- 身長 189cm、体重 133kg
- U20ニュージーランド代表に選ばれたことがある[2]。

## 略歴
セークレットハート高校卒業後、ワイカト、チーフスを経て、2019年、神戸製鋼コベルコスティーラーズ(現・コベルコ神戸スティーラーズ)に加入。1年間在籍した。
2021年、ブランビーズに加入。
2025年、ハイランダーズに加入。